# Dominique-Joseph René Vandamme
Dominique-Joseph René Vandamme, Conde de Unseburg (Cassel, 5 de novembro de 1770 — Paris, 15 de julho de 1830) foi um militar francês. Ele era um soldado de carreira dedicado com uma reputação como um excelente comandante de divisão e corpo. No entanto, ele tinha uma disposição desagradável que alienava seus colegas, e criticava publicamente Napoleão, que nunca o nomeou marechal. [1]
Biografia:
Vandamme alistou-se no exército em 1786 e rapidamente subiu nas fileiras. No início das Guerras Revolucionárias Francesas, em 1793, ele era um general de brigada. Ele serviu neste posto nas campanhas de 1794 nos Países Baixos, 1795 no Reno e 1796 na Alemanha. [2] Ele foi julgado por saques e suspenso. Reintegrado, lutou na Primeira Batalha de Stockach em 25 de março de 1799, mas o desacordo com o general Jean Moreau o levou a ser enviado para funções de ocupação na Holanda. Na Batalha de Austerlitz em 1805, ele liderou sua divisão, ao lado do general St. Hilaire, como parte do IV Corpo do Marechal Soult no comando que capturou as Colinas Pratzen. [3] Por sua liderança, ele foi premiado com a Grande Águia da Legião de Honra. [2]
Em 1806-7, suas forças cercaram Breslau, e depois de finalmente tomá-la, ele ordenou que as fortificações fossem destruídas. Ele foi nomeado Conde de Unsebourg por Napoleão I após a campanha da Silésia durante a Guerra da Quarta Coligação. [4] Na campanha de 1809, ele liderou um pequeno corpo aliado de Württemberg nas batalhas de Abensberg, Landshut e Eckmühl. [5]
Declaradamente um soldado brutal e violento, conhecido pela insubordinação e saques, Napoleão teria lhe dito: "Se eu tivesse dois de vocês, a única solução seria enforcar um o outro". Napoleão mais tarde também comentou:
"Se eu lançasse uma campanha contra Lúcifer no inferno, Vandamme estaria nas minhas costas." [6][7]
Na campanha de 1813, o I Corpo de Vandamme atacou o Exército Aliado da Boêmia enquanto tentava recuar após a Batalha de Dresden. Enquanto suas tropas estavam envolvidas na Batalha de Kulm, um corpo liderado pelo general prussiano Friedrich Graf Kleist von Nollendorf atacou fortuitamente os franceses pela retaguarda. No desastre consequente, Vandamme e 13.000 de seus homens foram capturados. [8] Em seu cativeiro, ele parece ter sido tratado com especial dureza, e no final da guerra, ele foi proibido de entrar em Paris e enviado para Cassel por Luís XVIII. Ele estava assim livre de todas as obrigações para com os Bourbons, e quando Napoleão voltou, juntou-se a ele sem hesitação. O imperador fez dele um par da França. [2]
Na campanha de 1815, Vandamme estava no comando do III Corpo, sob a direção do marechal Emmanuel Grouchy. Ele pediu a Grouchy para se juntar a Napoleão na Batalha de Waterloo, mas Grouchy preferiu perseguir o 3º Corpo Prussiano sob o comando do general Johann von Thielmann, vencendo a Batalha de Wavre, mas perdendo a guerra. Após a restauração de Luís XVIII da França, Vandamme foi exilado na América e se estabeleceu na Filadélfia, entre outros exilados militares franceses. [9] O general Vandamme foi autorizado a retornar à França pelo decreto de 1 de dezembro de 1819. Ele foi restabelecido no serviço no Ètat-major Général, até sua aposentadoria final em 1 de janeiro de 1825. Depois, viveu alternadamente em Cassel e Ghent, ocupando-se com a escrita de suas memórias. Morreu em sua terra natal, Cassel, aos 59 anos. [2]
VANDAMME é um dos nomes inscritos sob o Arco do Triunfo.